# لوران باتو
لوران باتو (بالفرنسية: Laurent Bateau)‏ هو ممثل فرنسي، ظهر في أكثر من ثمانين فيلم منذُ عام 1992.

## روابط خارجية
- لوران باتو على موقع IMDb (الإنجليزية)
- لوران باتو على موقع ألو سيني (الفرنسية)
- لوران باتو على موقع أول موفي (الإنجليزية)
- لوران باتو على موقع قاعدة بيانات الفيلم (الإنجليزية)
- لوران باتو على موقع كينوبويسك (الروسية)